# Miandoab
Miandoab (en persan : مياندوآب) (aussi appelée Miandowab, Myandoab, Miyāndoāb, Miyanduaw, Mianduab, Miyanduab, Marhemetabad) est une ville située dans la province d'Azerbaïdjan occidental en Iran.
Miandoab, aussi connue sous le nom de Qoshachay en azéri, est située dans le delta des deux rivières Zarrineh et Simineh. La ville dispose d'un sol très fertile et d'un climat méditerranéen. Avec l'établissement d'une usine sucrière au début du XXe siècle, l'activité industrielle a été importante en comparaison avec les villes voisines.
La majorité des habitants de Miandoab sont des Turcs azéris, bien qu'il y ait aussi des Kurdes résidant dans la ville. La plupart des Azéris sont des chiites duodécimains, il y a aussi une communauté non négligeable d'adeptes du yârsânisme et d'Alévis à Miandoab et dans les villages avoisinants. Miandoab accueillait aussi des familles bahá'íes, mais à cause de la répression menée à l'époque de la Révolution iranienne, la plupart d'entre eux ont émigré dans d'autres villes d'Iran ou même à l'étranger.

## Personnalités nées à Miandoab
Liste non exhaustive.
- Behrouz Servatian (en) (1937-2012), universitaire.
- Jalal Jalal Shokouhi (en) (né en 1950), radiologue, écrivain et chercheur.
- Mehdi Bakeri (1954-1985), homme politique et militaire.
- Mehdi Isazadeh (en) (né en 1962), homme politique.
- Farshad Rajabpour-Miyandoab (né en 1964), père de l'auteur de l'attentat du 2 décembre 2023 à Paris.
- Zia-Allah Ezazi Maleki (en) (né en 1965), homme politique.
- Ruhollah Beigi (en) (né en 1973), homme politique.
- Hadi Kiani (en) (né en 2002), karatéka.